# Ben Oss
Ben Oss är ett berg i Storbritannien.   Det ligger i kommunen Stirling och riksdelen Skottland, i den nordvästra delen av landet, 600 km nordväst om huvudstaden London. Toppen på Ben Oss är 1 029 meter över havet, eller 340 meter över den omgivande terrängen. Bredden vid basen är 4,1 km.
Terrängen runt Ben Oss är huvudsakligen kuperad.Runt Ben Oss är det mycket glesbefolkat, med 4 invånare per kvadratkilometer. Närmaste större samhälle är Dalmally, 12,3 km väster om Ben Oss. Trakten runt Ben Oss består i huvudsak av gräsmarker.